# Hidroparque
Hidroparque o Hidropark (en ucraniano: Гідропарк) es un parque paisajístico-recreativo (parque acuático) localizado en el río Dnieper en la ciudad de Kiev, Ucrania.
Fue creado como un complejo de entretenimiento con actividades de agua, principalmente: playas, paseos en bote, atracciones de agua. Se encuentra en las islas llamadas Veneciana (Венеціанський) y Dolobetsk (Долобецький), el puente de Venecia conecta estas dos islas. Veneciana está conectado con el resto de Kiev por dos puentes: el Puente de Metro que lo conecta con la margen derecha y el puente Rusanivka que lo conecta con la orilla izquierda. La estación del Metro de Kiev Hidropark se encuentra en la isla Veneciana.